# Universidad
Universidad is een wijk in het district Centro in de Spaanse hoofdstad Madrid.
De wijk staat informeel bekend als Malasaña. Deze bijnaam is afkomstig van Manuela Malasaña, een naaister die tijdens de 2 mei Opstand (ook wel genoemd: Opstand van Dos de Mayo) gedood werd door de troepen van Napoleon. Zij werd namelijk beschuldigd van het ‘dragen van wapens’, waarbij de schaar werd bedoeld die zij bij zich droeg vanwege haar beroep.

## Cultuur
Het gebied staat bekend om zijn alternatieve scene en het nachtleven, waardoor deze wijk wordt vergeleken met onder andere Camden Town in Londen, de East Village in New York, Barrio Alto in Lissabon of Kreuzberg in Berlijn.
's Nachts zijn de straten van Malasaña gevuld met mensen, velen van hen drinkend in de parken, of in de vele bars en pubs in het gebied. Sommige van deze activiteiten hebben kritiek van de buren van de wijk veroorzaakt, die klagen over het lawaai en vuil die bezoekers veroorzaken.
Er bestaat een lokale overvloed aan kleine discotheken, waar geluisterd kan worden naar punk en rock, die de overhand hebben in Malasaña.